# Twitchen (Devon)
Twitchen – wieś w Anglii, w hrabstwie Devon, w dystrykcie North Devon.